# Lydia Fairchild
Lydia Fairchild und ihre Kinder wurden bekannt durch den britischen Dokumentarfilm The Twin Inside Me (zu dt. Der Zwilling in mir). Sie ist einer der seltenen Fälle einer menschlichen Chimäre – ein Mensch, der nicht von einer einzigen befruchteten Eizelle abstammt, sondern von mehreren Zelllinien.
Lydia Fairchild war mit ihrem dritten Kind schwanger, als sie und ihr Mann Jamie Townsend sich trennten. Als Fairchild im Jahre 2002 Sozialhilfe beantragte, musste sie belegen, dass Townsend der rechtmäßige Vater der Kinder sei. Während die Resultate einwandfrei bestätigten, dass Townsend deren Vater ist, zeigten die DNA-Tests, dass sie nicht die Mutter ihrer Kinder sein konnte.
Fairchild wurde dann angeklagt, weil sie finanzielle Unterstützung für fremde Kinder hätte erschwindeln wollen; Berichten des Krankenhauses über die Geburt ihrer Kinder wurde jedoch keine Beachtung geschenkt. Die Ankläger verlangten sodann, dass ihre zwei Kinder Pflegeeltern übergeben werden sollten. Als die Geburt ihres dritten Kindes bevorstand, verordnete der Richter, dass ein Zeuge bei der Geburt anwesend sein musste. Dieser sollte dann bestätigen, dass sofort Blutproben sowohl von der Mutter als auch vom Kind genommen wurden. Zwei Wochen später zeigten die Tests, dass Lydia ebenfalls nicht die Mutter dieses Kindes sei.
Ein Durchbruch gelang dann, als ein Anwalt des Anklägers einen Artikel des New England Journal of Medicine über einen ähnlichen Fall fand und erkannte, dass Fairchild ebenfalls eine Chimäre sein könnte. Im Jahre 1998 benötigte nämlich die 52-jährige Bostoner Lehrerin Karen Keegan eine Spenderniere. Als ihre drei erwachsenen Söhne als mögliche Spender abgeklärt wurden, stellte man fest, dass zwei von ihnen nicht ihre Kinder sein könnten. Weitere Tests stellten fest, dass Keegan eine Chimäre war, eine Kombination von zwei Zelllinien mit unterschiedlichen Chromosomensätzen. Die fremde Zelllinie stammte vermutlich von einer anderen befruchteten Eizelle, die sich dann mit dem Embryo verband.
Die Ankläger in Fairchilds Fall benachrichtigten ihre Anwälte von dieser Möglichkeit, woraufhin weitere DNA-Proben von nahen Verwandten genommen wurden. Das Erbgut von Fairchilds Mutter entsprach jenem, das von der Großmutter der Kinder erwartet wurde. Es wurde auch festgestellt, dass das Erbgut von Fairchilds Hautzellen nicht mit dem ihrer Kinder übereinstimmte, dagegen aber Proben ihres Gebärmutterhalses (Zervix). Dies bestätigte die Vermutung, dass Lydia Fairchild eine Chimäre sei.